# Луї Брайль
Луї́ Брайль (фр. Louis Braille, вимовляється як Луї Брай [lwi bʁaj]) (4 січня 1809, Кувре — 6 січня 1852, там само) — французький тифлопедагог. Осліп у 3-літньому віці. У 1829 році розробив рельєфно-крапковий шрифт для незрячих, що використовується в усьому світі.
Першою книгою, що була надрукована за системою Брайля, була «Історія Франції» (1837 рік). У Росії друк шрифтом Брайля почався з 1885 року. Крім букв і цифр, Брайль на основі тих же принципів розробив написання нот. Був талановитим музикантом, викладав музику для незрячих.

## Ранні роки
Луї Брайль народився 1809 року у Франції в селі Кувре, що лежало приблизно за 40 кілометрів від Парижа. Його батько, Сімон-Рене Брайль, заробляв на життя, виготовляючи упряж. Маленький Луї, мабуть, частенько грався у батьковій майстерні. І одного разу це допровадило до жахливої трагедії. Луї взяв до рук якийсь гострий інструмент, мабуть шило, і ненароком встромив його собі в око. Зарадити біді було неможливо. Але найгіршим виявилося те, що незабаром інфекція поширилася на друге око. Так маленький Луї, маючи лише три роки, повністю втратив зір.
Намагаючись допомогти дитині, батьки Луї та парафіяльний священик Жак Паї попросили, щоб хлопцю дозволили сидіти на уроках у місцевій школі. Луї просто поглинав науку. Кілька років він навіть був найліпшим учнем у класі. Все ж методи навчання, розраховані на зрячих, не могли повністю задовольнити потреб незрячої дитини. Тому 1819 року Луї віддали до паризького національного інституту незрячих.
Валентин Гаюї, засновник цього інституту, першим розробив програму, яка мала допомогти незрячим читати. Він хотів спростувати загальноприйняту думку, що через сліпоту людина не може здобути освіту. Метод Гаюї полягав у тому, що на цупкий папір наклеювалися великі, товсті букви. І хоча метод був досить незручний але дав початок новому підходу до проблеми незрячих.
Брайль опанував цей спосіб, читаючи книжки з невеличкої бібліотеки Гаюї. Однак невдовзі він зрозумів, що такий підхід до навчання непрактичний і займає дуже багато часу. Зрештою, літери були задумані для очей, а не для пальців.

## Винахідник приносить світло в'язням темряви

### Ідея з несподіваного джерела

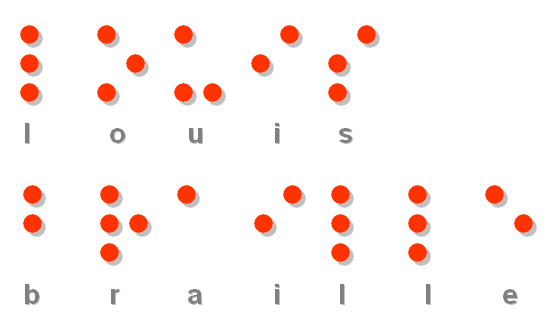
«Луїс Брайль» шрифтом Брайля

У 1821 році, коли Луї Брайль мав лише 12 років, інститут відвідав відставний французький капітан-артилерист Шарль Барб'є. Він представив спосіб зв'язку, який називався нічним письмом, а пізніше сонографією. Нічне письмо розробили для користування на полі бою. Це був дотиковий метод, в якому застосовувались опуклі крапки, розташовані у формі прямокутника: шість крапок у висоту й дві крапки у ширину. Ідея використання коду для фонетичного позначення слів сподобалась інституту. Брайль із захопленням почав вивчати цей новий метод і навіть дещо удосконалив його. Але для того, щоб система стала справді практичною, хлопцю треба було ще попрацювати. У своєму щоденнику він написав: «Якщо очі не можуть розповісти мені про людей, події, ідеї та картини, я знайду інший спосіб, як про це довідатись».
Тому наступні два роки Брайль наполегливо трудився над спрощенням коду. Зрештою він винайшов удосконалений і простий шрифт із комбінації лише шести крапок — три крапки у висоту й дві в ширину. У 1824 році 15-літній Луї Брайль завершив працю над цією новою шестикрапковою системою шрифту. Невдовзі після цього він почав викладати в інституті, де раніше навчався, став у подальшому професором цього інституту, а 1829 року опублікував унікальний метод письма, який нині називають його ім'ям.
Шрифт Брайля, зазнавши лише незначних змін, дійшов до нас майже таким, яким його він створив.

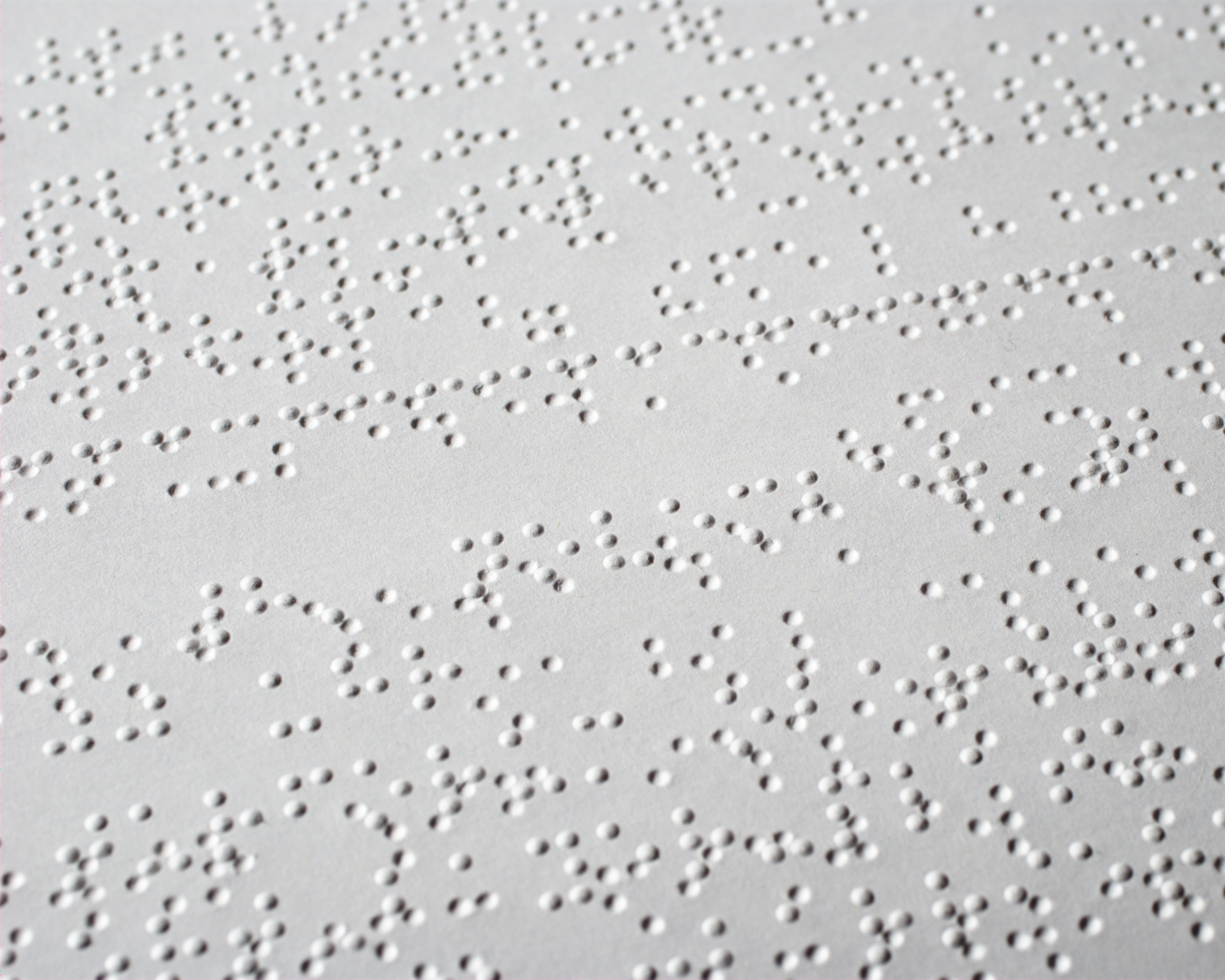
Шрифт Брайля

### Шрифт Брайля поширюється по світі
Хоча перша книжка, в якій пояснювалася шестикрапкова система Брайля, була опублікована під кінець 1820-х років, винахід не відразу здобув широке визнання.
Навіть в інституті новий код офіційно затвердили аж 1854 року — через два роки після смерті Брайля. Однак зрештою цей чудовий метод став дуже популярним. Нині завдяки цьому простому, добре продуманому шрифту, який майже 200 років тому розробив самовідданий юнак, писемне слово стало досяжне мільйонам незрячих людей.
- Як користуватися шрифтом Брайля

Шрифт Брайля читається однією або двома руками зліва направо. Існує 63 комбінації шести крапок. Тому кожну літеру та знак пунктуації більшості алфавітів можна позначити певною такою комбінацією. У кількох мовах використовується скорочена форма шрифту Брайля й деякими комбінаціями позначені часто вживані буквосполучення або цілі слова. Чимало людей настільки добре опанували цей шрифт, що прочитують за хвилину приблизно 200 слів.
На честь Луї Брайля, у грудні 2019 року Генеральна Асамблея ООН ухвалила рішення щороку 4 січня, у День народження цей видатної людини, відзначати Всесвітній день азбуки Брайля.